# أيدا نافارو
أيدا نافارو (بالإسبانية: Aída Navarro) هي مغنية فنزويلية، ولدت في 17 أكتوبر 1937 في كاراكاس في فنزويلا.